# 亀岡一郎
亀岡 一郎（かめおか いちろう）は、日本の実業家。日本流通産業新聞社会長、サクセスマーケティング会長、全国直販流通協会理事長、リプレット基金事業財団顧問。

## 関連文献
- “業界誌対談に消費者庁長官 まるでマルチ広告塔 大門氏追及”.  しんぶん赤旗（日本共産党） (2012年3月24日). 2013年2月13日閲覧。
- “マルチ業界誌で対談 国民生活センター理事長も 大門議員指摘”.  しんぶん赤旗（日本共産党） (2012年3月28日). 2013年2月16日閲覧。